# Cyanopterus flagellaris
Cyanopterus flagellaris är en stekelart som beskrevs av Szepligeti 1914. Cyanopterus flagellaris ingår i släktet Cyanopterus och familjen bracksteklar. Inga underarter finns listade i Catalogue of Life.